# Bjørn Tore Kvarme
Bjørn Tore Kvarme, född 17 juni 1972 i Trondheim, är en norsk före detta professionell fotbollsspelare (försvarare). Kvarme spelade en landskamp för det norska fotbollslandslaget 1997. Han slog igenom i norska Rosenborg BK i början på 1990-talet. 1997 blev han utlandsproffs när han flyttade till Liverpool FC och representerade sedan även Saint-Étienne, Real Sociedad och Bastia innan han flyttade hem till Norge och Rosenborg 2005. Han vann norska ligan sex gånger med Rosenborg, fem gånger i rad 1992-1996 och sedan en gång efter återkomsten 2006.